# Нечаева, Татьяна Ивановна
Татьяна Ивановна Нечаева (род. 20 сентября 1948 года, Липецк, РСФСР, СССР) — российский искусствовед, член-корреспондент Российской академии художеств (2010).

## Биография
Родилась 20 сентября 1948 года в Липецке.
В 1987 году — оокончила Уральский государственный университет, специальность «искусствовед».
С 1991 года — член Союза художников России.
С 2002 года — член Союза журналистов России.
В 2010 году — избрана членом-корреспондентом Российской академии художеств от Отделения искусствознания и художественной критики.
С 1987 по 1999 годы — депутат Липецкого городского Совета депутатов.
С 2005 по 2008 годы — член Липецкой Областной общественной палаты первого созыва.
С 1995 года — заместитель председателя жюри по присуждению областной стипендии имени В. С. Сорокина выпускникам художественных школ и школ искусств, с 2003 по 2018 годы — председатель ежегодного областного конкурса-фестиваля детского творчества имени В. С. Сорокина.
Член областных комиссий по монументальному искусству, по присуждению областных премий имени И. А. Бунина, имени Н. А. Сысоева деятелям культуры и искусства.
Работала заместителем директора музея-мастерской народного художника России В. С. Сорокина «Дом Мастера».
- Альбом «Юрий Гришко». Сост., вступ. статья — Т. И. Нечаева. (М., 2005 г.)
- Альбом «Евгений Сальников» в 2-х тт. Сост., вступ. статья — Т. И. Нечаева. (М., 2007 г.)
- Альбом «Юрий Гришко». Сост., вступ. статья — Т. И. Нечаева. (М., 2010 г.)
- Альбом «Мария Красильникова. Монументальные работы, живопись». Вступ. статья — Т. И. Нечаева. (М., 2012 г.)
- Альбом «Игорь Пчельников. Живопись, графика, пространственные композиции». Автор статей — Т. И. Нечаева. (М., 2012 г.)
- Альбом «Виктор Сорокин. К 100-летию со дня рождения». Автор идеи, вступит. статьи — Т. И. Нечаева. (М., 2012 г.)
- Альбом «Липецкие художники. 55 лет творческой организации». Вступ. статья — Т. И. Нечаева. (Липецк, 2013 г.)

## Награды
- Заслуженный работник культуры Российской Федерации (1997)[1]
- Юбилейная медаль «Во славу Липецкой области» (2013)